# Grand Prix Beiras et Serra da Estrela
Le Grand Prix Beiras et Serra da Estrela (nom officiel en portugais : Grande Prémio Beiras e Serra da Estrela) est une course cycliste portugaise se déroulant en région Centre, Cova da Beira.

## Palmarès
| Année                                 | Vainqueur          | Deuxième                 | Troisième          |
| ------------------------------------- | ------------------ | ------------------------ | ------------------ |
| Tour International Cova da Beira      |                    |                          |                    |
| 2016                                  | Joni Brandão       | Sergio Pardilla          | Edgar Pinto        |
| Grand Prix Beiras et Serra da Estrela |                    |                          |                    |
| 2017                                  | Jesús del Pino     | Alexander Evtushenko     | Beñat Txoperena    |
| 2018                                  | Dmitri Strakhov    | César Fonte              | Joni Brandão       |
| 2019                                  | Edwin Avila        | Vicente García de Mateos | Joni Brandão       |
| 2020-2022                             | Pas de compétition | Pas de compétition       | Pas de compétition |
| 2023                                  | Artem Nych         | Abel Balderstone         | Pelayo Sánchez     |
| 2024                                  | Artem Nych         | Alex Molenaar            | Mauricio Moreira   |
| 2025                                  | Alexis Guérin      | Jesús David Peña         | Artem Nych         |